# 山頂消防局

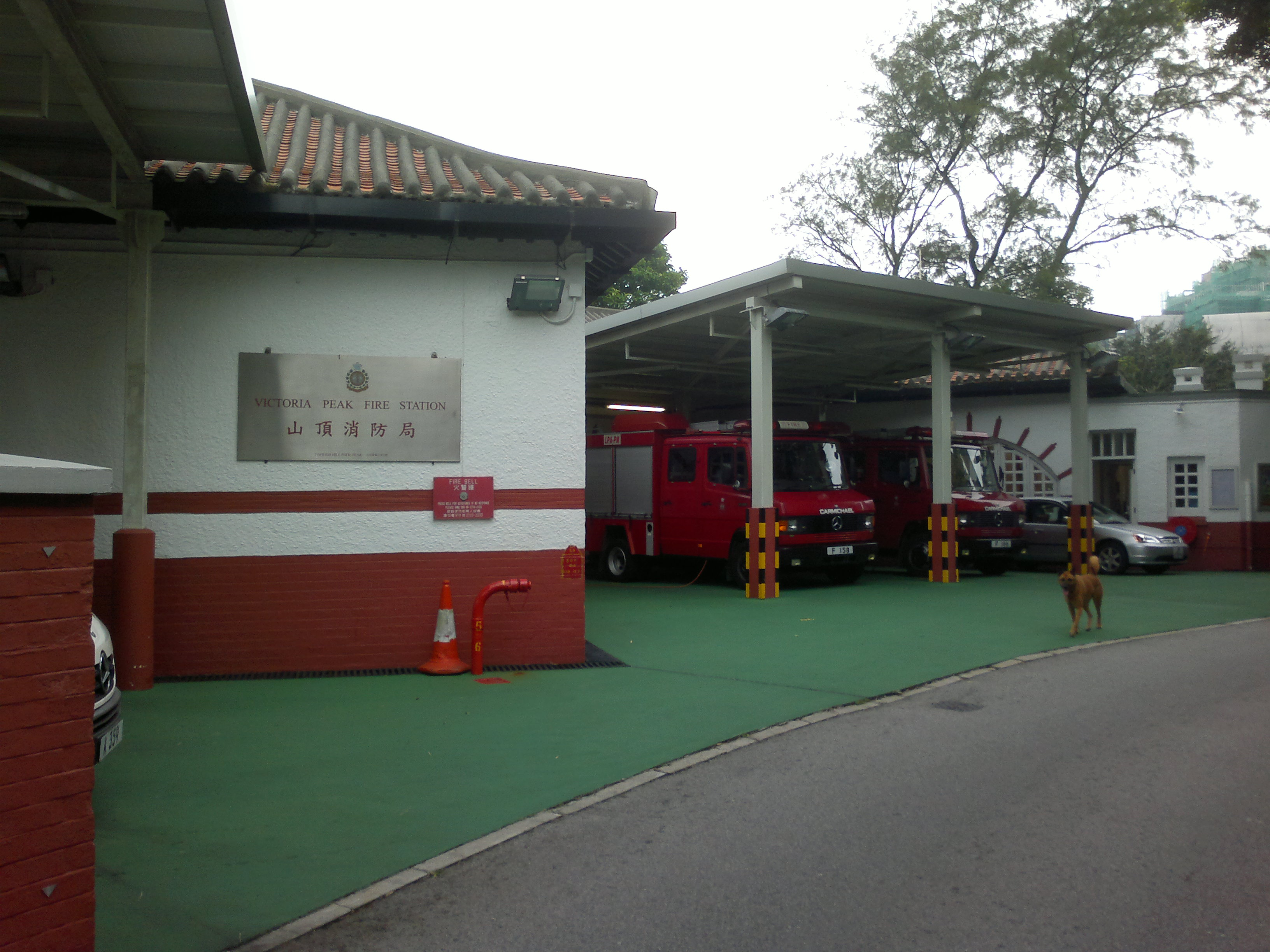
山頂消防局

山頂消防局（英語：Victoria Peak Fire Station）是香港消防處轄下的一座消防局，位於香港島太平山奇力山歌賦山7號，鄰近貝璐道一帶。消防局的建築物又稱為前山頂學校，現被列為香港二級歷史建築。

## 歷史
山頂消防局前身是山頂學校（Peak School），於1914年由工務局興建，1915年9月落成啟用。學校的興建原因是由於香港總督卜力（任期1898年至1903年）曾建議在香港開辦英語學校讓英國及歐洲的小童入讀。該校首年收了39名學生，到了1947年則達158名。該建築物為單層建築，其間曾進行擴建。1967年，山頂學校正式遷出，空置的校舍遂交由消防處改作山頂消防局。

## 建築風格
該建築特別的蝴蝶形不規則平面，展現工藝美術建築風格。外牆是愛德華時期流行的半紅磚、半灰泥，半圓的窗戶外有模仿綻放陽光的線條，加上牛眼窗，構成一座別樹一幟的建築物。
22°15′55″N 114°09′08″E / 22.26528°N 114.15222°E